# Eleutherodactylus eunaster
Eleutherodactylus eunaster är en groddjursart som beskrevs av Schwartz 1973. Eleutherodactylus eunaster ingår i släktet Eleutherodactylus och familjen Eleutherodactylidae. IUCN kategoriserar arten globalt som akut hotad. Inga underarter finns listade i Catalogue of Life.